# 徳島市応神中学校
徳島市応神中学校（とくしまし おうじんちゅうがっこう）は、徳島県徳島市応神町吉成字長田にある公立中学校。

## 沿革
- 1947年 - 徳島県板野郡応神中学校を創立。
- 1952年 - 文部大臣より優良施設校として表彰。
- 1966年 - 徳島市との合併に伴い徳島市応神中学校と改称。
- 2006年 - キャリア教育文部科学大臣表彰。

## 校訓
- 自主
- 協同
- 責任

## 校歌
- 作詞: 渡辺秀雄
- 作曲: 大谷幹男

## 著名な出身者
- 多田大輔 - 元プロ野球選手

## 関連学校
- 徳島市応神小学校

## 通学区域が隣接している学校
- 徳島市川内中学校
- 徳島市徳島中学校
- 徳島市城西中学校
- 徳島市不動中学校
- 藍住町立藍住中学校
- 藍住町立藍住東中学校
- 北島町立北島中学校